# Preben Pedersen
Preben Pedersen (død den 16. august 2003) var en dansk soldat med rang af overkonstabel af 1. grad ved Jydske Dragonregiment, der var den første danske soldat, som mistede livet som en del af Danmarks engagement i Irak ved egenbeskydning. Han blev 34 år.

## Dødsårsag
Pedersen blev dræbt, da han under tjeneste i nærheden af Al-qurnah om natten den 16. august stoppede en ladvogn med irakere for at kontrollere deres identitet. Da han satte sig op på ladvognen, så en anden dansk soldat hans hoved komme til syne, blev bange og affyrede sit våben i den tro, at en oprører ville dræbe ham. 
Preben Pedersen blev hårdt såret og døde ved ankomsten til et britisk felthospital.
Under episoden blev to irakere dræbt, da en tredje soldat troede de havde skudt Pedersen.
Soldaterne blev senere frifundet af Forsvarets auditørkorps, fordi de ikke kunne have set, hvem de dræbte, da det var mørkt. Auditørkorpset fandt frem til at soldaterne ikke havde dræbt Pedersen med vilje og at de blot var/blev bange. De to dræbte irakeres pårørende blev senere tildelt erstatning af hæren.

## Politisk uro omkring overkonstabelens død
Den daværende forsvarsminister Svend Aage Jensby, blev kritiseret af tidligere soldater for at have håndteret sagen om Preben Pedersens død dårligt. Ifølge en meddelelse fra nyhederne på TV2, så var irakerne ubevæbnede, imens det hos det danske forsvar blev offentliggjort at irakerne, havde startet ildkampen. Det førte til hård kritik af forsvarsministerren, da forsvarsministeriet længe havde kæmpet for større åbenhed, hvad angik kommunikationen mellem befolkningen og det danske forsvar. Flere opfordrede ministeren til at tage sin afsked, men han valgte at blive på posten, på trods af den hårde kritik.

## Preben Pedersen æret
Overkonstabel Pedersens lig blev den 20. august 2003 returneret til Danmark.
Da hans fly landede ved flyvestation Aalborg, blev der holdt en militær mindehøjtidelighed, hvor hans kiste var svøbt i et dannebrog-flag og hvor der ovenpå lå en sort baret og en pude med medaljer. Under højtideligheden holdt chefen for Jydske Dragonregiment en tale, hvor han udtalte:
»Den største sorg har ramt dig, Bente (Pedersens mor), som mor. Og I søskende har mistet Preben, som I holdt så uendeligt meget af. Selv nok så megen medfølelse kan ikke bringe Preben tilbage. Men I skal vide, at Prebens navn og mindet om ham vil leve videre i regimentets historie, ligesom han altid vil være savnet af jer,«
»Lad det være en trøst, at Preben gav sit bidrag til freden og et bedre liv for mange civile mennesker og uskyldige børn i de mange missioner, hvor han gjorde tjeneste.«
»Hver gang beviste Preben, at han fungerede selv under meget pressede og farlige situationer. Preben gjorde ikke meget væsen af sig, men kammeraterne var altid sikre på, at han stod last og brast med dem, og at de kunne trække på hans store rutine,«
Preben Pedersen havde før han kom til Irak, været udsendt 7 gange. Han havde tjent ved FNs fredsbevarende styrker i Cypern, Bosnien og NATOs fredsbevarende styrker i Bosnien og Kosovo.
Preben Pedersen blev den 23. august 2003, begravet ved Tårs Kirke i Vendsyssel, hvor han og hans far ligger begravet. Familien valgte at tildele ham en militær begravelse, under begravelsen deltog daværende forsvarsminister Svend Aage Jensby, forsvarschefen Hans Jesper Helsø, Oberst Kurt Mosgaard (daværende chef for Jydske Dragonregiment), den britiske og amerikanske militærattaché og dele af Tårs befolkning.
Hans dekorationer omfatter: FN-medaljen for tjeneste i Cypern og Bosnien, NATO-medaljen for tjeneste i Bosnien og Kosovo og Forsvarets medalje for Faldne og Sårede i tjeneste.

## Foranstaltninger
Efter episoden indkøbte Forsvaret 1801 stk. Selex H-4855 50/100mw radioer (Personal Role Radio (PRR)). Disse radioer blev udleveret til enkeltmand mhp. at forbedre koordinationen internt i grupperne.

## Eksterne links
- Video fra han´s begravelse. Arkiveret 13. marts 2007 hos  Wayback Machine
- TV2-nyhederne, som har bragt en artikel om den militære begravelse af overkonstabel Preben Pedersen Arkiveret 9. april 2004 hos  Wayback Machine.
- Artikel fra B.T (Webside ikke længere tilgængelig).
- Anden artikel fra B.T (Webside ikke længere tilgængelig).
- Mindeside for amerikanske og udenlandske soldater, som har mistet livet i i Irak. Arkiveret 22. juni 2006 hos  Wayback Machine